# Robert Mistrík
Robert Mistrík (ur. 13 sierpnia 1966 w Bańskiej Bystrzycy) – słowacki chemik, badacz, przedsiębiorca i polityk.

## Życiorys
Ukończył szkołę średnią w rodzinnej miejscowości, a w 1991 studia z zakresu chemii analitycznej na Słowackim Uniwersytecie Technicznym w Bratysławie. Odbył następnie studia doktoranckie na Uniwersytecie Wiedeńskim, zakończone obroną w 1994 pracy doktorskiej. W 1995 został pracownikiem naukowym w National Institute of Standards and Technology w Gaithersburgu. W 1998 powrócił na Słowację, założył i został dyrektorem generalnym przedsiębiorstwa HighChem, zajmującego się technikami analitycznymi, badaniami biomedycznymi i rozwojem oprogramowania (zwłaszcza do spektrometrii mas). Firma stworzyła m.in. oprogramowanie Mass Frontier, wykorzystywane przez ponad dwa tysiące laboratoriów. Robert Mistrík brał także udział w kilku projektach konsorcjum METAcancer (koncentrujących się na identyfikowaniu biomarkerów raka piersi). Powoływany w skład władz międzynarodowej organizacji Metabolomics Society, uzyskał członkostwo także w American Chemical Society.
W 2009 należał do współzałożycieli partii Wolność i Solidarność, w 2012 zrezygnował z członkostwa w tym ugrupowaniu. Do aktywności politycznej powrócił do 2018, gdy zadeklarował start w wyborach prezydenckich w kolejnym roku jako kandydat niezależny. Uzyskał poparcie ze strony swojej dawnej formacji, a także partii SPOLU. W listopadzie 2018 ogłosił zebranie wystarczającej liczby podpisów do zarejestrowania swojej kandydatury. W lutym 2019, już po rejestracji, zrezygnował z ubiegania się o urząd prezydenta, popierając oficjalnie Zuzanę Čaputovą.
Odznaczony Krzyżem Pribiny I klasy.

## Życie prywatne
Jest żonaty z Zuzaną; ma dwóch synów – Denisa i Daniela.